# Heksenprocessen te Bredevoort

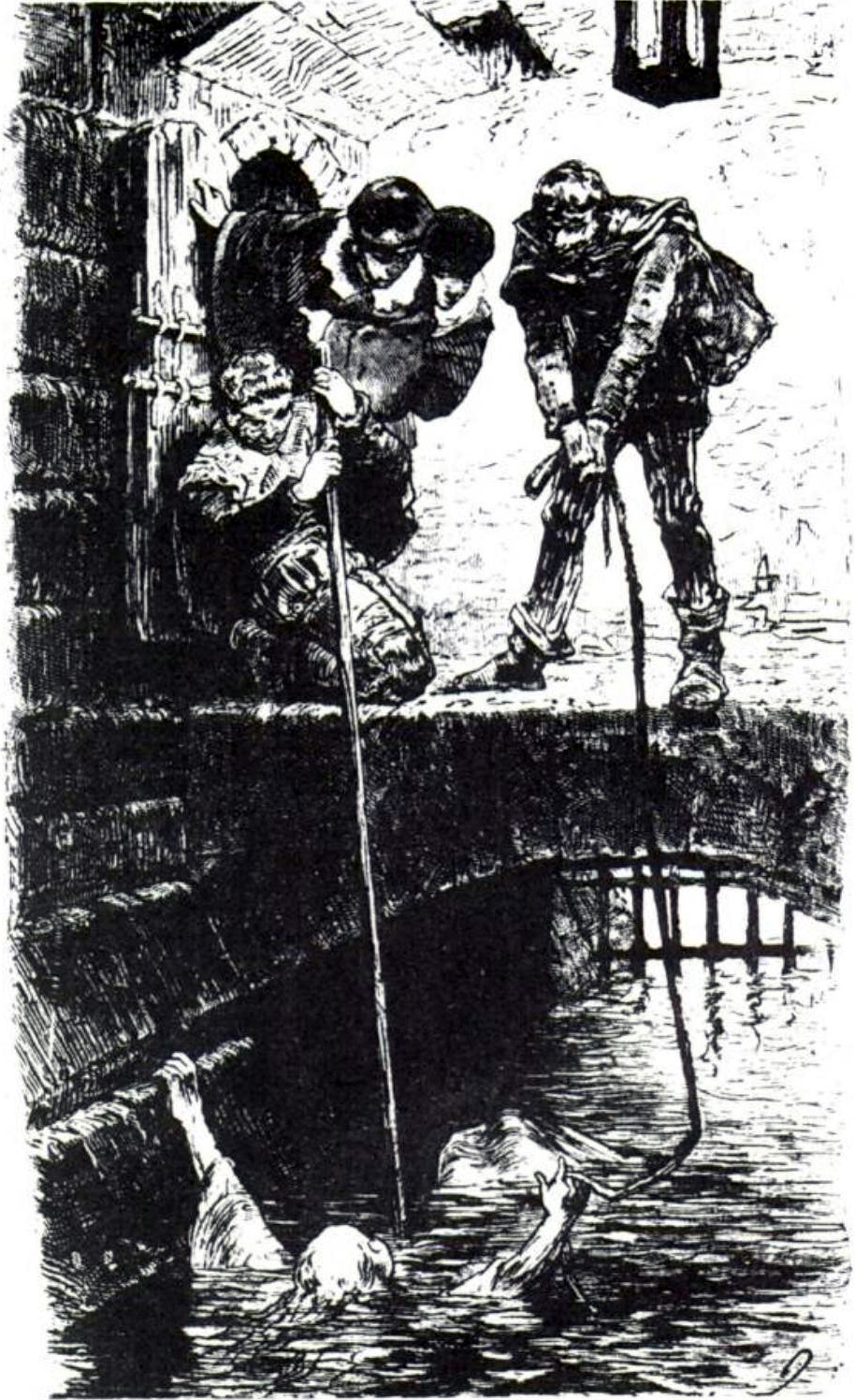
Waterproef

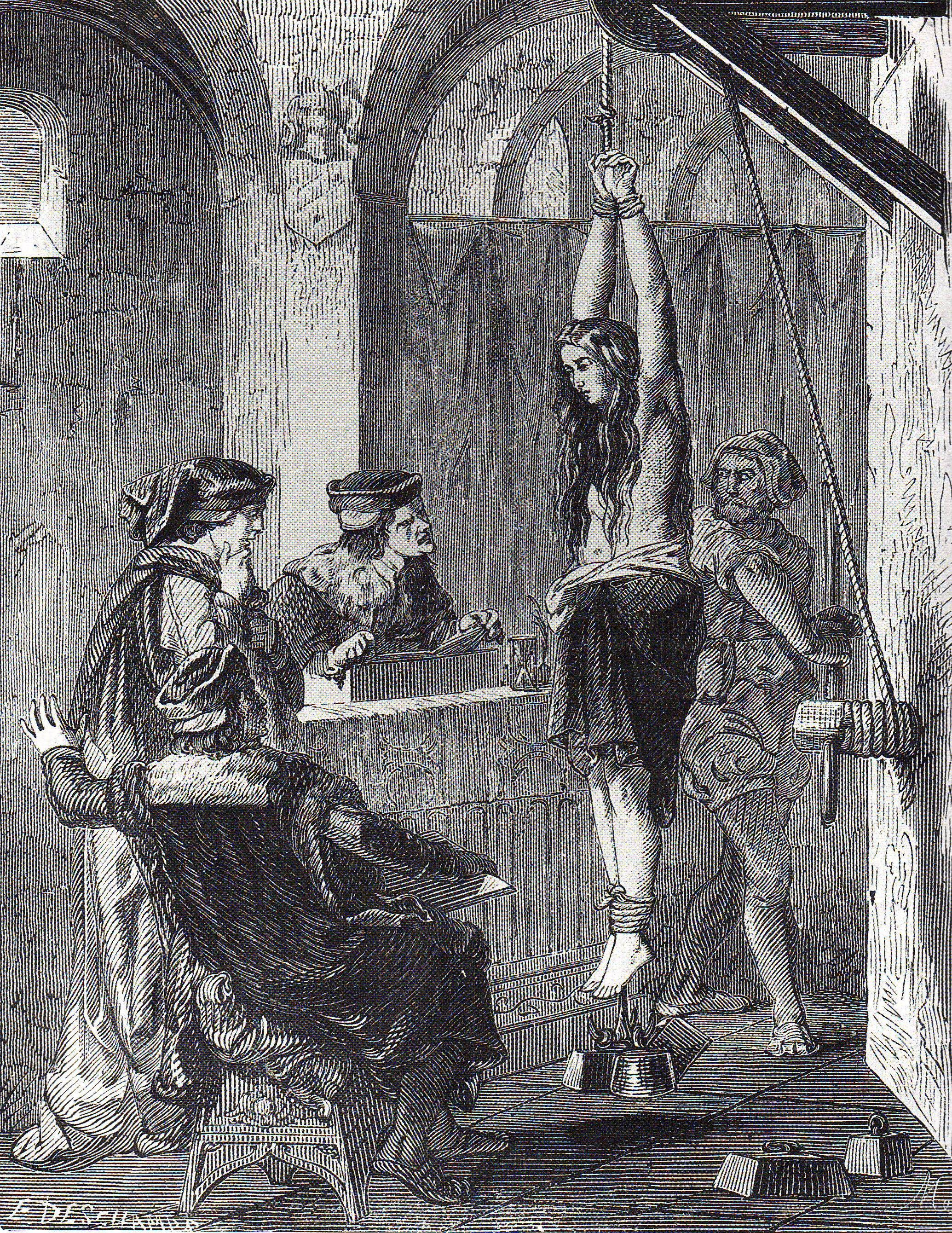
"Ondervraging" door een scherprechter

De Heksenprocessen te Bredevoort waren tussen 1550 en 1675 een serie van procesreeksen waarbij een wegens hekserij verdacht persoon in het Gelderse Bredevoort terecht moest staan.

## Achtergrond
Door allerlei oorzaken kon men als verdachte van hekserij worden beschouwd. Een uitgekomen voorspelling, een plotselinge ziekte nadat men iets bij de buren had gegeten, een geheimzinnig uiterlijk, sterfte onder vee. Een Heksenproces bestond uit drie stappen. Wanneer men als verdachte voor de rechter stond, en niet meteen bekende, dan was de waterproef de eerste stap. Zonk men bij deze proef niet onmiddellijk dat was foltering door een scherprechter de tweede stap. De derde en laatste stap was dan een definitieve stap. Het zwaard, strop of brandstapel. De brandstapel genoot daarbij de voorkeur, omdat men geloofde dat daarbij ook de ziel werd vernietigd, wat men voor heksen en tovenaars natuurlijk voor gewenst hield.

## Bredevoort
Mogelijk is door de Reformatie verwarring ontstaan bij de mensen. Waarschijnlijk als reactie daarop vonden tussen 1550 en 1675 heksenprocessen in Bredevoort plaats. In 1561 moet een van de eerste processen hebben plaatsgevonden.
- Salicke van Dornick werd onder belangstelling van het Hof van Gelre als tovenaar terechtgesteld dat mogelijk tot verbanning heeft geleid.
- Aleyd Koesters een zus van Salicke werd gelijktijdig berecht, maar bracht het er levend vanaf nadat zij beterschap beloofde en een boete (!) betaalde. Aleyd Koesters moest echter in 1586 wederom voor de rechter verschijnen. Kleermaker Wessel Wassenck had bij haar gedruis als twistende duivels gehoord en was daar het huis uit gevlucht. Nu moest zij de waterproef ondergaan, en tot driemaal toe zonk zij niet, ondanks dat de scherprechter haar met een staak onder water duwde. Voor verder verhoor werd zij gestrekt aan een ladder opgehangen en met de roede bewerkt. Door de folteringen brak zij haar nek.
- Uit 19 september 1610 is een opmerkelijk proces overgeleverd. Het aantal verdachten neemt in de loop van dit proces toe, nadat steeds weer nieuwe namen worden genoemd.[1] De eerste verdachte is Jenneken ter Honck uit Dinxperlo. Zij zou verschillende beesten hebben betoverd. Na een verhoor onder zware folteringen bekent zij, en belooft beterschap, en smeekt om de dood door het zwaard in plaats de brandstapel. Ze werd levend verbrand.
- De dag erop staat Gertken op 't Goir terecht. Zij wordt beschuldigd van toverij en contacten met de Duivel. Gertken bekent meteen, en vult aan; ze had gedanst met andere heksen en tovenaars: Willem ten Oistendorp, Myth Timpers, en Jar Simon. Zij werden allen levend verbrand.
- Als gevolg van de bekentenis van Gertken op 't Goir werden op 25 september 1610 twee mannen, Willem ten Oistendorp en kleermaker Berend Swenen uit Borculo zich bij het gerecht melden om de waterproef te ondergaan. De waterproef gaat mis, zij blijven drijven, en moeten vervolgens bij de scherprechter folteringen ondergaan. Zij bekennen hierna, en beroepen zich op het feit dat de tovernij aangeboren is. Zij werden levend verbrand.
- Johan Boegen wordt een maand later opgepakt, en ook hij doorstaat de waterproef niet. De een na de ander wordt opgepakt en vervolgd.
- In de processen duikt de naam op van de priester Berndt uit Lichtenvoorde die lokaal bekendstaat als een expert als duivelsbanner. Deze Berndt schuwt niet om buren in staat van beschuldiging te stellen. De classis van Zutphen had al geprobeerd hem te laten verbannen, maar Berndt bleef. Hij werd levend verbrand. Ook van protestantse zijde werd deelgenomen aan de processen, en vanuit de reformatie werd daartegen geen stelling genomen.
- Een van de laatst bekende heksenprocessen in Bredevoort en misschien zelfs van Nederland, was het proces rondom Marry Hoernemans in 1675. Die overigens de waterproef succesvol doorstond, waarop zij met opgeheven hoofd weer naar huis liep, nadat door de succesvolle proef haar onschuld voor altijd bewezen was.

## Bron
- H.A. Hauer: in Breevoort can ick vergeten niet Uitgever: De Graafschap, 1956

1. ↑  Omroep Gelderland, Slachtoffers van heksenvervolging krijgen tijdelijk eerbetoon